# Dalailama bifurca
Dalailama bifurca är en fjärilsart som beskrevs av Otto Staudinger. Dalailama bifurca ingår i släktet Dalailama och familjen silkesspinnare. Inga underarter finns listade i Catalogue of Life.